# Stammheim, Stuttgart
Stammheim är en stadsdel i norra Stuttgart i det tyska förbundslandet Baden-Württemberg. Stadsdelen, som hade 11 808 invånare år 2014, blev en del av Stuttgart den 1 april 1942. Stammheim är bland annat känt för Stammheimfängelset, där rättegången mot RAF-medlemmarna Ulrike Meinhof, Andreas Baader, Gudrun Ensslin och Jan Carl Raspe hölls.